# Петър Нойков
Петър Михайлов Нойков е български педагог, първият български професор по педагогика, декан на Историко-филологическия факултет на Висшето училище (днес Софийски университет).

## Биография
Роден е на 27 април 1868 г. в Ямбол. Учи в Сливенската областна гимназия (1880 – 1886), а след завършването на 6-и гимназиален клас работи една година като учител в Ямбол. След това постъпва в Пловдивската гимназия, но е изключен за участие в ученически бунт. Завършва средното си образование в Софийската държавна класическа гимназия. През учебната 1889 – 1900 г. е учител в Ямбол, а през 1900 – 1903 г. преподава в София. През лятото на 1893 г. заедно с още няколко учители е изпратен от Министерството на просвещението на летен учителски курс в Швейцария. С подкрепата на брат си се записва в Лайпцигския университет, където учи педагогика и философия (един семестър), след което продължава в Берлин (пет семестъра) и накрая се завръща в Лайпциг, където се дипломира през 1896 г. На 21 януари 1898 г. в Лайпциг защитава докторска дисертация на тема: „Активният принцип и педагогиката на Жан-Жак Русо“. Същата година се завръща в България и полага държавен изпит по педагогика и по немски език, като втори предмет (септември 1898).
Назначен е за учител в Софийската мъжка гимназия. От 1 декември 1899 г. преподава педагогика във Висшето училище, а от есента на 1900 г. е редовен доцент. От 1905 г. е извънреден професор, а от 1910 г. след конкурс става първият български професор по педагогика. В периода 1911 – 1912 и 1914 – 1915 е декан на Историко-филологическия факултет в Софийския университет. От 1910 до 1920 г. е ръководител на катедрата по педагогика.
Проф. Нойков води курсове по обща педагогия, методика на гимназиалното обучение (обучение по природо-математическите науки), историко-езиково (хуманитарно) обучение, обучение по химия и естествена история, философска пропедевтика и педагогия, история и география, история на педагогиката, педагогията на Жан-Жак Русо, дидактика, активно образование и новата педагогия, възпитание, нравствено възпитание в средните училища, обща теория на обучението и други, пред винаги препълнена аудитория.
Умира на 18 август 1921 г. от туберкулоза.

## Научна дейност
Работи в областта на общата педагогика, дидактиката, сравнителната педагогика, историята на педагогиката и българското образование, детската и педагогическата психология и социологията.
Автор е на трудовете:
- „Учение за активното образование“ (1906);
- „Педагогията на Л. Н. Толстоя“ (1909);
- „Поглед върху развитието на българското образование до Паисия“ (1925);
- „Поглед върху развитието на българското образование от Паисия до края на XIX век“ (1926).[1]